# Буйнічкі
Буйнічкі (пол. Bujniczki) — село в Польщі, у гміні Ґошковиці Пйотрковського повіту Лодзинського воєводства.
Населення — 358 осіб (2011).
У 1975—1998 роках село належало до Пйотрковського воєводства.

## Демографія
Демографічна структура станом на 31 березня 2011 року:
|          | Загалом | Допрацездатний вік | Працездатний вік | Постпрацездатний вік |
| -------- | ------- | ------------------ | ---------------- | -------------------- |
| Чоловіки | 185     | 35                 | 130              | 20                   |
| Жінки    | 173     | 33                 | 95               | 45                   |
| Разом    | 358     | 68                 | 225              | 65                   |